# Кристин (газоконденсатное месторождение)
Кристин (норв. Kristin) — шельфовое газоконденсатное месторождение находится на территории континентального шельфа Норвегии. Разработка началось 2005 году.
Извлекаемые запасы месторождения оцениваются 20 млрд м³ природного газа и 10 млн тонн газового конденсата.
Оператором месторождение является норвежская нефтяная компания Statoil. Добыча природного газа составляет 300 млн. м³. Добыча газового конденсата в 2010 году составила 6,2 млн тонн.